# Panorpa mucronata
Panorpa mucronata är en näbbsländeart som beskrevs av George W. Byers 1996. Panorpa mucronata ingår i släktet Panorpa och familjen skorpionsländor. Inga underarter finns listade i Catalogue of Life.